# Дайнічідо Бугаку
Дайнічідо Буґаку (яп. 大日堂舞楽, що означає: танці та розваги в храмі Вайрокана) — це щорічний набір із дев'яти священних ритуальних танців і музики, названих на честь виступів ансамблю імператорського палацу, «буґаку», а також від відвідин ансамблю палацу в горі Хачімантай, повіт Кадзуно, префектура Акіта, під час реконструкції місцевого храмового павільйону «Дайнічідо» на початку восьмого століття та навчання місцевих жителів танцям.
Інструменти становлять флейту і тайко. Порядок і кількість танців змінювалися з часом, і нинішній порядок із семи танців: Гонген-май, Кома-май, Ухен-май, Торі-май, Годайсон-май, Кошо-май і Денгаку-май. Маски містять зображення шиші та Вайрочана.
Танці мають 1300-річну історію (період Нара), і хоча вони були перервані майже на шістдесят років наприкінці вісімнадцятого століття, танці, деякі з яких можуть включати дітей або маски, все ще практикуються другого січня від сходу сонця до опівдні у храмах у громадах Осато, Азукісава, Нагаміне та Таніуті, включаючи Хачімантай.
Ямадзі Кодзо датує Дайнічідо Буґаку під час і після періодів Нара (710—794 рр. н. е.) і середини Хейан (794—1185 рр. н. е.), після державної підтримки синтоїстських храмових комплексів (спочатку наказав імператор Сьому (701—756 рр. н. е.)) почав занепадати, і придворні та храмові виконавці стали мешканцями місцевих громад, які потім зберегли такі жанри, як Дайнічідо Буґаку, як народне мистецтво.